# Deepdale Beck
Der Deepdale Beck ist ein kleiner Fluss im Lake District, Cumbria, England. Der Deepdale Beck entsteht am Osthang des Fairfield und fließt in östlicher Richtung durch das Deepdale Tal. Südlich des Ortes Patterdale mündet der Deepdale Beck in den Goldrill Beck.